# Joe Rigby
Joseph „Joe“ Rigby  (* 3. September 1940 in New York City; † 16. Juli 2019) war ein US-amerikanischer Jazzmusiker (Alt-, Bariton-, Tenor-, Sopransaxophon, auch Flöte).

## Wirken
Rigby war zunächst im Bereich des Rhythm and Blues aktiv und spielte Klavier für die Doo-Wop-Band The Chantels. Er wandte sich dem Jazz zu, nachdem er John Coltrane in der Band von Miles Davis gehört hatte. Er trat gemeinsam mit Don Pullen, Arthur Williams, Hugh Glover und Arthur Doyle auf. 1969 wurde Rigby Präsident der Black Students’ Union des Bronx Community College. Er spielte ab den 1970er-Jahren in der New Yorker Free-Jazz- und Avantgardeszene mit Steve Reids The Master Brotherhood, Ted Daniels Third World Energy Ensemble, Charles Tylers New World Ensemble, Milford Graves, Beaver Harris, Andrew Cyrille und Ted Curson. 1978 leitete er seine eigene Band Dynasty. Er ist auch auf Alben von Steve Reid (Nova, 1976), Johnny Copeland (Honky Tonkin’, 1999), Ras Moshe oder dem Sabir Mateen Jubilee Ensemble (gleichnamiges Album 2007, Not Two Records) zu hören. Unter eigenem Namen legte er ab 2007 vier Alben vor, an denen u. a. Ted Daniel, Ken Filiano und Lou Grassi (Praise) mitgewirkt hatten.

## Diskographische Hinweise
- Praise (Homeboy Music, 2007)
- Music (Homeboy, 2008) solo
- More Music (Improvising Beings, 2009) solo
- For Harriet (Improvising Beings, 2009), mit Calum MacCrimmon, Scott Donald, Billy Fisher